# Безухая квакша
Безухая квакша (лат. Allophryne ruthveni) — вид бесхвостых земноводных из семейства Allophrynidae.

## Распространение
Северо-восток Южной Америки, включающий северные штаты Бразилии, Гвиану, Суринам, Венесуэлу, Боливию.

## Описание
Безухая квакша имеет небольшие размеры - от 20 до 30 мм, самки немного крупнее самцов. Тело и голова плоские. Имеет тёмную окраску, кожу с беспорядочно расположенными жёлтыми пятнами. Брюхо имеет золотистую окраску. Пальцы лап заканчиваются присосками.

## Образ жизни
Лягушки ведут преимущественно древесный образ жизни, обитая на нижних ветвях, на высоте от 1 до 3 метров до земле, лишь иногда спускаясь на землю. Иногда собираются в группы по несколько сотен особей. Для размножения используют небольшие водоёмы, образующиеся после периода дождей.